# Китайсько-індійська територіальна суперечка (1967)
Китайсько-індійська територіальна суперечка, також знаний як Чольський інцидент — збройне зіткнення між військами Індії та КНР, що відбулося восени 1967 року в королівстві Сіккім, тоді протектораті Індії. Складався з двох окремих боїв — в районі Нату-Ла і Чо-Ла.
Після китайсько-індійської війни 1962 року відносини між двома країнами залишалися напруженими. У 1965 році війська КНР зробили серію вилазок на територію в королівстві Сіккім. У вересні 1967 року індійський прикордонний пост в Нату-Ла був атакований переважаючими китайськими силами. Бої йшли протягом п'яти днів, всі китайські наземні атаки були відбиті. Сторони обмінювалися артилерійськими ударами, причому зазначено, що індійська артилерія завдала противнику великих втрат. В ході конфлікту загинули 62 індійських солдата, втрати китайської сторони невідомі.[джерело?]
1 — 2 жовтня стався прикордонний інцидент біля Чо-Ла. Китайські солдати оточили індійський прикордонний пост і пішли в штикову атаку, слідом за цим відбулися мінометні і кулеметні перестрілки. Як і попереднього разу, цей конфлікт закінчився тактичною перемогою Індії.